# Monica Groop

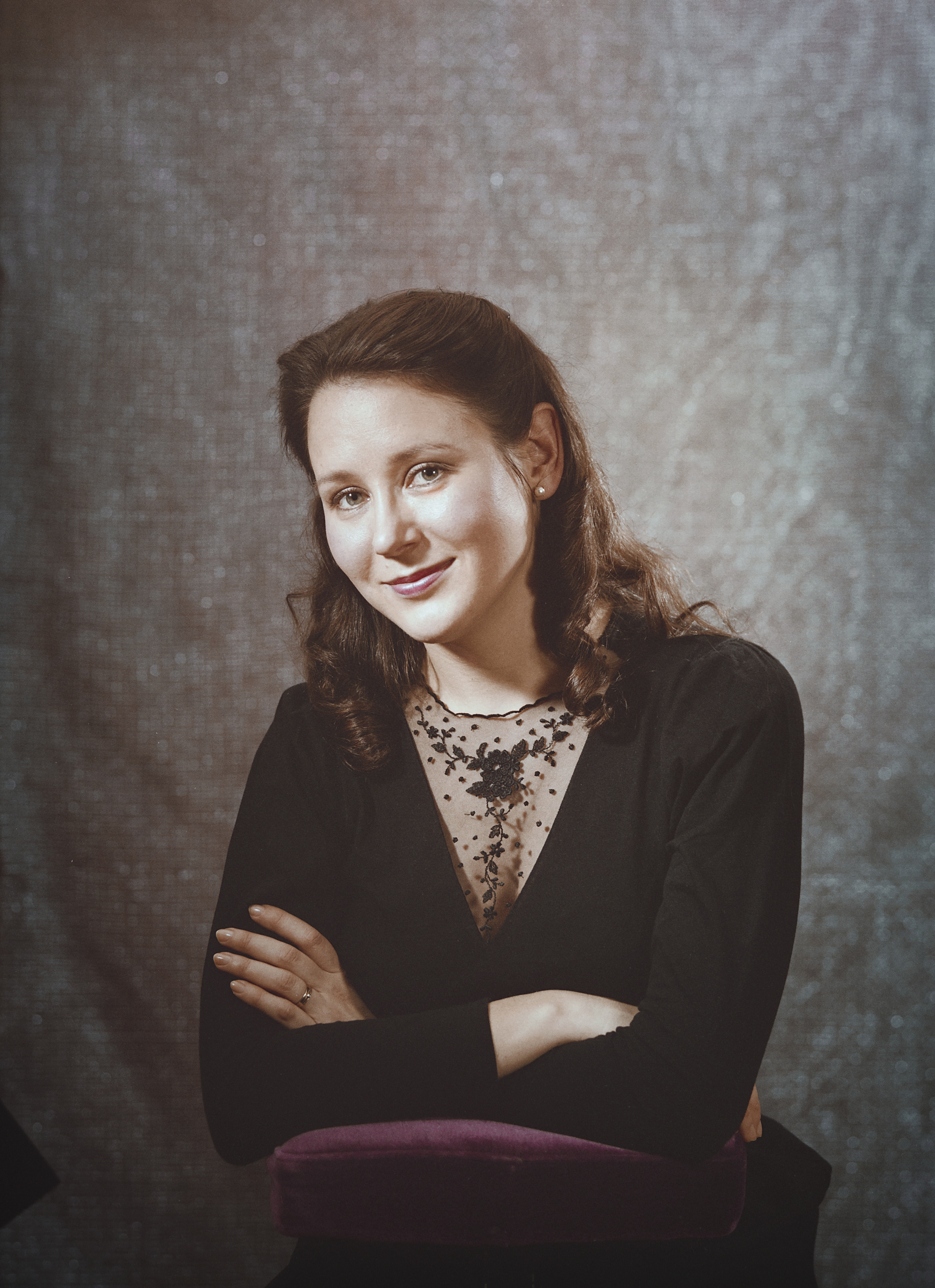
Monica Groop im Jahr 1990.

Gerd Monica Groop, geb. Riska (* 14. April 1958 in Helsinki), ist eine finnische Opernsängerin (Mezzosopran).

## Leben
Sie absolvierte 1985 die Sibelius-Akademie in Helsinki und singt als Mezzosopran. 1991 begann ihre internationale Karriere mit dem Ring des Nibelungen am Royal Opera House in Covent Garden, London. 1993 spielte sie den Komponisten in Ariadne auf Naxos von Richard Strauss an der Opéra-Comique in Paris. Ende der 1990er Jahre gab sie Konzerte unter anderem in London, San Francisco, New York, Amsterdam, Köln, Frankfurt am Main und München. 2002 sang sie in der amerikanischen Premiere der Oper L'Amour de loin an der Santa Fe Opera die weibliche Hauptpartie.
Sie veröffentlichte diverse Aufnahmen auf Tonträgern und ist als Interpretin von Werken Mozarts und Wagners bekannt. Auch Lieder von Mahler und Barockmusik sind in ihrem Repertoire.